# Narella bayeri
Narella bayeri is een zachte koraalsoort uit de familie Primnoidae. De koraalsoort komt uit het geslacht Narella. Narella bayeri werd in 2007 voor het eerst wetenschappelijk beschreven door Cairns & Baco. 